# Gerald Battrick
Gerald Battrick  est un joueur de tennis britannique, né le 27 mai 1947 à Bridgend au Pays de Galles.

## Palmarès

### Titres en simple (2)
| No | Date       | Nom et lieu du tournoi                    | Catégorie  | Dotation | Surface      | Finaliste         | Score              |  |
| -- | ---------- | ----------------------------------------- | ---------- | -------- | ------------ | ----------------- | ------------------ |  |
| 1  | 24-05-1971 | Rothmans British Hard Court, Bournemouth  | Grand Prix | NC $     | Terre (ext.) | Željko Franulović | 6-3, 6-2, 5-7, 6-0 |  |
| 2  | 02-08-1971 | Tournoi de tennis des Pays-Bas, Hilversum |            | NC $     | Dur (ext.)   | Ross Case         | 6-3, 6-4, 9-7      |  |

### Finale en simple (1)
| No | Date       | Nom et lieu du tournoi             | Catégorie | Dotation | Surface    | Vainqueur    | Score    |  |
| -- | ---------- | ---------------------------------- | --------- | -------- | ---------- | ------------ | -------- |  |
| 1  | 12-08-1973 | Tanglewood International, Clemmons |           | NC $     | Dur (ext.) | Jaime Fillol | 6-2, 6-4 |  |

### Titre en double (1)
| No | Date       | Nom et lieu du tournoi                      | Catégorie | Dotation | Surface    | Partenaire      | Finalistes                    | Score    |  |
| -- | ---------- | ------------------------------------------- | --------- | -------- | ---------- | --------------- | ----------------------------- | -------- |  |
| 1  | 06-08-1973 | Tournoi de tennis de Columbus Columbus (OH) |           | NC $     | Dur (ext.) | Graham Stilwell | Colin Dibley Charlie Pasarell | 6-4, 7-6 |  |

### Finales en double (4)
| No | Date       | Nom et lieu du tournoi               | Catégorie  | Dotation | Surface         | Vainqueurs                        | Partenaire      | Score                   |  |
| -- | ---------- | ------------------------------------ | ---------- | -------- | --------------- | --------------------------------- | --------------- | ----------------------- |  |
| 1  | 12-08-1968 | Alpenländer-Pokal Kitzbühel          |            | NC $     | Terre (ext.)    | Wilhelm Bungert Jürgen Fassbender | Robert Wilson   | 6-3, 7-5                |  |
| 2  | 22-03-1971 | Tournoi de tennis de Caracas Caracas |            | NC $     | Terre (ext.)    | Thomaz Koch José Edison Mandarino | Peter Curtis    | 6-4, 3-6, 6-7, 6-4, 7-6 |  |
| 3  | 01-10-1973 | Tam International Chicago            | Grand Prix | NC $     | Moquette (int.) | Owen Davidson John Newcombe       | Graham Stilwell | 6-7, 7-6, 7-6           |  |
| 4  | 17-11-1973 | Dewar Cup Londres                    |            | NC $     | Moquette (int.) | Mark Cox Owen Davidson            | Graham Stilwell | 6-4, 8-6                |  |

### Autres performances
- Open d'Australie : huitièmes de finale en 1970.
- Internationaux de France : huitièmes de finale en 1968.